# Balkanfälttåget
Balkanfälttåget inleddes med Italiens invasion av Grekland den 28 oktober 1940. I början av 1941 stannade den italienska offensiven av och när den tyskvänliga regeringen i Jugoslavien störtades fattade Adolf Hitler beslutet att angripa både Grekland och Jugoslavien. Den 6 april 1941 angrep tyska 12:e armén Grekland och tyska 2:a armén Jugoslavien. Tre veckor senare tågade tyska trupper in i Aten. Under de första dagarna bombades Belgrad av tyskt flyg, bland annat av Luftflotte IV under befäl av generalöverste Alexander Löhr. Första dagen dödades 1 500 människor.